# Brachymyrmex pilipes
Brachymyrmex pilipes är en myrart som beskrevs av Mayr 1887. Brachymyrmex pilipes ingår i släktet Brachymyrmex och familjen myror. Inga underarter finns listade.